# Carlijn Welten
Carlijn Welten (Heerlen, 30 oktober 1987) is een Nederlandse arts en voormalig hockeyinternational. Ze speelde 34 officiële interlands (8 doelpunten) voor de Nederlandse vrouwenploeg.
Welten debuteerde in Oranje op 28 november 2006 in de oefeninterland tegen Engeland (3-0) te Rotterdam. Zij scoorde in die wedstrijd tevens haar eerste interlandtreffer voor Nederland. De aanvalster speelt in Oranje op de linksbuiten positie.
Welten komt in de Nederlandse Hoofdklasse sinds de zomer van 2007 uit voor Laren. Voorheen was ze achtereenvolgens actief bij Heerlen, Oranje Zwart en SCHC.
Met ingang van seizoen 2012-2013 speelt zij bij de dames van Hurley omdat ze het spelen van tophockey bij Laren niet meer kan combineren met haar studie geneeskunde, waarvoor ze tijdens dit seizoen haar senior coschappen moet lopen.
Na het seizoen speelt ze in de zomermaanden, samen met Elsemiek Groen, voor het Nieuw-Zeelandse Capital Wellington.
Mei 2013 maakt Welten bekend dat ze na dit seizoen het tophockey vaarwel zegt.
Welten is gepromoveerd en is als arts werkzaam als kinder- en jeugdpsychiater.

## Erelijst
- 1e plaats Champions Trophy 2007 te Quilmes (Arg)
- zilver EK hockey 2007 te Manchester (G-Br)
- brons Champions Trophy 2008 te Mönchengladbach (Dui)